# Saint-Jean-de-Marcel
Saint-Jean-de-Marcel – miejscowość i gmina we Francji, w regionie Oksytania, w departamencie Tarn.
Według danych na rok 1990 gminę zamieszkiwało 361 osób, a gęstość zaludnienia wynosiła 20 osób/km² (wśród 3020 gmin regionu Midi-Pireneje Saint-Jean-de-Marcel plasuje się na 710. miejscu pod względem liczby ludności, natomiast pod względem powierzchni na miejscu 631.).